# Kirgizistan i olympiska sommarspelen 2016
Kirgizistan deltog med 19 deltagare vid de olympiska sommarspelen 2016 i Rio de Janeiro. Ingen av landets deltagare erövrade någon medalj.

## Boxning
| Boxare             | Gren          | Omgång 1             | Omgång 2             | Kvartsfinal          | Semifinal            | Final                | Final            |
| Boxare             | Gren          | Motståndare Resultat | Motståndare Resultat | Motståndare Resultat | Motståndare Resultat | Motståndare Resultat | Placering        |
| ------------------ | ------------- | -------------------- | -------------------- | -------------------- | -------------------- | -------------------- | ---------------- |
| Erkin Adylbek Uulu | Lätt tungvikt | Carrillo (COL) L 0–3 | Gick inte vidare     | Gick inte vidare     | Gick inte vidare     | Gick inte vidare     | Gick inte vidare |

## Brottning
Förkortningar:
- VT – Vinst genom fall.
- PP – Beslut efter poäng – förloraren fick tekniska poäng.
- PO – Beslut efter poäng – förloraren fick inte tekniska poäng.
- ST – Teknisk överlägsenhet – förloraren utan tekniska poäng och en marginal med minst 8 (grekisk-romersk stil) eller 10 (fristil) poäng.

Herrar, grekisk-romersk stil
| Brottare         | Gren                 | Kvalomgång             | Omgång 1                | Kvartsfinal          | Semifinal            | Återkval 1           | Återkval 2             | Final / BM                | Final / BM |
| Brottare         | Gren                 | Motståndare Resultat   | Motståndare Resultat    | Motståndare Resultat | Motståndare Resultat | Motståndare Resultat | Motståndare Resultat   | Motståndare Resultat      | Placering  |
| ---------------- | -------------------- | ---------------------- | ----------------------- | -------------------- | -------------------- | -------------------- | ---------------------- | ------------------------- | ---------- |
| Arsen Eraliev    | Fjädervikt -59kg     | Bye                    | Borrero (CUB) L 1–3 PP  | Gick inte vidare     | Gick inte vidare     | Bye                  | Wang Lm (CHN) W 3–1 PP | Tasmuradov (UZB) L 1–3 PP | 5          |
| Ruslan Tsarev    | Weltervikt -66kg     | Bye                    | Benaissa (ALG) L 0–3 PO | Gick inte vidare     | Gick inte vidare     | Gick inte vidare     | Gick inte vidare       | Gick inte vidare          | 17         |
| Janarbek Kenjeev | Mellanvikt -85kg     | Kudla (GER) L 0–3 PO   | Gick inte vidare        | Gick inte vidare     | Gick inte vidare     | Gick inte vidare     | Gick inte vidare       | Gick inte vidare          | 15         |
| Murat Ramonov    | Supertungvikt -130kg | Semenov (RUS) L 1–3 PP | Gick inte vidare        | Gick inte vidare     | Gick inte vidare     | Gick inte vidare     | Gick inte vidare       | Gick inte vidare          | 11         |

Herrar, fristil
| Brottare       | Gren                 | Kvalomgång           | Omgång 1                 | Kvartsfinal               | Semifinal            | Återkval 1           | Återkval 2           | Final / BM           | Final / BM |
| Brottare       | Gren                 | Motståndare Resultat | Motståndare Resultat     | Motståndare Resultat      | Motståndare Resultat | Motståndare Resultat | Motståndare Resultat | Motståndare Resultat | Placering  |
| -------------- | -------------------- | -------------------- | ------------------------ | ------------------------- | -------------------- | -------------------- | -------------------- | -------------------- | ---------- |
| Magomed Musaev | Tungvikt -97kg       | Bye                  | Dorjkhand (MGL) W 3–0 PO | Andriitsev (UKR) L 1–3 PP | Gick inte vidare     | Gick inte vidare     | Gick inte vidare     | Gick inte vidare     | 9          |
| Aiaal Lazarev  | Supertungvikt -125kg | Bye                  | Baran (POL) L 1–3 PP     | Gick inte vidare          | Gick inte vidare     | Gick inte vidare     | Gick inte vidare     | Gick inte vidare     | 15         |

Damer, fristil
| Brottare           | Gren           | Kvalomgång           | Omgång 1             | Kvartsfinal          | Semifinal              | Återkval 1           | Återkval 2           | Final / BM           | Final / BM |
| Brottare           | Gren           | Motståndare Resultat | Motståndare Resultat | Motståndare Resultat | Motståndare Resultat   | Motståndare Resultat | Motståndare Resultat | Motståndare Resultat | Placering  |
| ------------------ | -------------- | -------------------- | -------------------- | -------------------- | ---------------------- | -------------------- | -------------------- | -------------------- | ---------- |
| Aisuluu Tynybekova | Lättvikt -58kg | Bye                  | Silva (BRA) W 3–1 PP | Olli (FIN) W 3–1 PP  | Koblova (RUS) L 1–3 PP | Bye                  | Bye                  | Malik (IND) L 1–3 PP | 5          |

## Friidrott
Förkortningar
- Notera– Placeringar avser endast det specifika heatet.
- Q = Tog sig vidare till nästa omgång
- q = Tog sig vidare till nästa omgång som den snabbaste förloraren eller, i fältgrenarna, genom placering utan att nå kvalgränsen
- NR = Nationellt rekord
- N/A = Omgången fanns inte i grenen
- Bye = Idrottaren behövde inte tävla i omgången

Bana och väg
| Idrottare           | Gren                  | Final       | Final     |
| Idrottare           | Gren                  | Resultat    | Placering |
| ------------------- | --------------------- | ----------- | --------- |
| Ilya Tyapkin        | Herrarnas maraton     | 2:23:19     | 86        |
| Darya Maslova       | Damernas 10 000 meter | 31:36,90 NR | 19        |
| Iuliia Andreeva     | Damernas maraton      | 2:40:34     | 59        |
| Mariya Korobitskaya | Damernas maraton      | 2:47:53     | 94        |
| Viktoriia Poliudina | Damernas maraton      | 2:41:37     | 62        |

## Judo
| Idrottare          | Gren                           | Omgång 1             | Omgång 2                   | Kvartsfinaler           | Semifinaler               | Återkval             | Final / BM             | Final / BM       |                  |
| Idrottare          | Gren                           | Motståndare Resultat | Motståndare Resultat       | Motståndare Resultat    | Motståndare Resultat      | Motståndare Resultat | Motståndare Resultat   | Placering        |                  |
| ------------------ | ------------------------------ | -------------------- | -------------------------- | ----------------------- | ------------------------- | -------------------- | ---------------------- | ---------------- | ---------------- |
| Otar Bestaev       | Herrarnas extra lättvikt −60kg | Bye                  | Abelrahman (EGY) W 101–000 | Safarov (AZE) L 001–110 | Gick inte vidare          | Gick inte vidare     | Gick inte vidare       | Gick inte vidare | Gick inte vidare |
| Iurii Krakovetskii | Herrarnas tungvikt +100kg      | i.u.                 | Breitbarth (GER) W 100–000 | Khammo (UKR) W 111–000  | Tangriyev (UZB) L 001–100 | Gick inte vidare     | García (CUB) L 000–100 | Gick inte vidare | 7                |